# Círculo Dourado (país proposto)

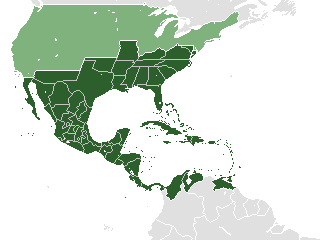
Mapa do Círculo Dourado com suas possíveis subdivisões. A parte mais ao norte dos Estados Unidos está em cores mais claras, para representar a área que os Cavaleiros do Círculo Dourado originalmente planejavam tomar.

O Círculo Dourado (em inglês: Golden Circle) foi uma proposta não concretizada de expansão no número de estados escravistas, em 1850, por intermédio dos Cavaleiros do Círculo Dourado. Tal ideal previa a anexação de diversos países para os Estados Unidos, como o México (que seria dividido em vinte e cinco novos estados), toda a América Central e Caribe, além de partes situadas ao norte da América do Sul. Com isso, o número de estados escravistas aumentaria consideravelmente, além do poder escravocrata que as classes superiores ao sul norte-americano iriam deter.
Após da decisão de Dred Scott (1857), sobre o aumento da agitação anti-escravidão, foi defendido pelos Cavaleiros do Círculo Dourado que os Estados Unidos do Sul deveriam se separar em sua própria confederação e, assim, invadir a área do Círculo Dourado para anexá-la aos seus domínios, expandindo o poder sulista.

## Antecedentes
O colonialismo europeu e a dependência da escravidão declinaram mais rapidamente em alguns países do que em outros. Tal como ocorria com os Estados Unidos do Sul, as possessões espanholas de Cuba e Porto Rico, além do Império do Brasil, continuavam a depender da escravidão.
Nos anos que antecederam a Guerra Civil Americana, o crescimento do apoio à abolição da escravidão foi uma das várias questões que causaram divisão dos Estados Unidos. A população escrava continuava a crescer devido ao aumento natural, mesmo com a proibição do comércio internacional de escravos. Seu aumento concentrava-se na área do Sul Profundo (em inglês: Deep South), em grandes plantações dedicadas às colheitas de algodão e cana-de-açúcar. A mão-de-obra base da agricultura e outros trabalhadores, em todo o sul dos Estados Unidos, era formada pelos escravos.

## Desenvolvimento
Os proponentes argumentaram que o Círculo Dourado teria como proposta a união das jurisdições que dependiam da escravidão.[carece de fontes?] Em 1854, George W. L. Bickley, um médico nascido na Virgínia, editor e aventureiro que vivia em Cincinnati, no estado de Ohio, formou os Cavaleiros do Círculo Dourado, sendo esta uma organização dos Estados Unidos que visava promover e ajudar a criar uma união pan-americana de estados.

A filiação aumentou lentamente até 1859, atingindo o seu ápice em 1860.[carece de fontes?] Os membros, dispersos de Nova Iorque até a Califórnia e para a América Latina, nunca foram grandes. Alguns integrantes ativos em estados do norte, como Illinois, foram acusados de atividades anti-União após o início da Guerra Civil Americana (1861). Robert Barnwell Rhett, que era chamado por alguns como o "pai da secessão", entoou as seguintes palavras (dias depois da eleição de Lincoln):

"Vamos nos expandir, como nosso crescimento e civilização exigirão. Sobre o México, sobre as ilhas do mar, sobre os longínquos trópicos do sul, até que possamos estabelecer uma grande Confederação das Repúblicas. A maior, mais livre e mais útil que o mundo já viu".

### Localização geográfica
O Círculo Dourado estaria centrado em Havana, totalizando 3.900 quilômetros de diâmetro. A essa união estaria incluído o norte sul-americano, todo o território mexicano, a totalidade do continente centro-americano, além de Cuba, Haiti, República Dominicana, a maioria das outras ilhas do Caribe e o sul dos Estados Unidos.
Em solo estadunidense, a fronteira norte do círculo praticamente coincidiu com a linha Mason-Dixon, e dentro dela estavam incluídas cidades como Washington DC, Saint Louis, Cidade do México e Cidade do Panamá.

## Representações na mídia
O romance de história alternativa Bring the Jubilee, e o filme com tema similar C.S.A.: The Confederate States of America, exploram os resultados de uma vitória sulista na Guerra Civil Americana. Em ambas, o Círculo Dourado é visto como um plano de ação no pós-guerra. Nestas duas obras, a Confederação todo o continente sul-americano (e não apenas sua porção mais ao norte). Os dois citados trabalhos apresentam diferenças quanto ao tamanho final da união confederada, pois no romance a Confederação anexa o Havaí e o Alasca, enquanto que em C.S.A. todo o território estadunidense faz parte da mesma Confederação.
Por sua vez, o romance de história alternativo Southern Victory Series é mais sutil com a expansão da união confederada. Nele, o território latino-americano anexado no pós-guerra equivale à compra de Cuba da Espanha, além da aquisição das províncias de Sonora e Chihuahua do Império Mexicano (para nesta região construir uma ferrovia transcontinental, bem como estabelecer a presença naval da Confederação no Pacífico).

## Ligação externa
- Matéria sobre dez países que quase existiram, presente no site Eskify (em inglês)